# Список найкращих бомбардирів сезонів чемпіонату Італії з футболу
Список найкращих бомбардирів (італ. Capocannoniere) сезонів чемпіонату Італії з футболу вищої (Серія А) і першої (Серія B) загальнонаціональних ліг.

## Бомбардири Серії А
| Сезон   | Гравець   | Гравець                     | Клуб               | Голів |
| ------- | --------- | --------------------------- | ------------------ | ----- |
| 1929/30 | Італія    | Джузеппе Меацца             | «Амброзіана-Інтер» | 31    |
| 1930/31 | Італія    | Родольфо Фольк              | «Рома»             | 29    |
| 1931/32 | Уругвай   | Педро Петроне               | «Фіорентина»       | 25    |
| 1931/32 | Італія    | Анджело Скьявіо             | «Болонья»          | 25    |
| 1932/33 | Італія    | Феліче Борель               | «Ювентус»          | 29    |
| 1933/34 | Італія    | Феліче Борель               | «Ювентус»          | 31    |
| 1934/35 | Італія    | Енріке Гуайта               | «Рома»             | 28    |
| 1935/36 | Італія    | Джузеппе Меацца             | «Амброзіана-Інтер» | 25    |
| 1936/37 | Італія    | Сільвіо Піола               | «Лаціо»            | 21    |
| 1937/38 | Італія    | Джузеппе Меацца             | «Амброзіана-Інтер» | 20    |
| 1938/39 | Італія    | Альдо Боффі                 | «Мілан»            | 19    |
| 1938/39 | Італія    | Етторе Пурічеллі            | «Болонья»          | 19    |
| 1939/40 | Італія    | Альдо Боффі                 | Мілан              | 24    |
| 1940/41 | Італія    | Етторе Пурічеллі            | «Болонья»          | 22    |
| 1941/42 | Італія    | Альдо Боффі                 | «Мілан»            | 22    |
| 1942/43 | Італія    | Сільвіо Піола               | «Лаціо»            | 21    |
| 1945/46 | Італія    | Еусебіо Кастільяно          | «Торіно»           | 13    |
| 1946/47 | Італія    | Валентино Маццола           | «Торіно»           | 29    |
| 1947/48 | Італія    | Джамп'єро Боніперті         | «Ювентус»          | 27    |
| 1948/49 | Угорщина  | Стефано Нерш                | «Інтернаціонале»   | 26    |
| 1949/50 | Швеція    | Гуннар Нордаль              | «Мілан»            | 35    |
| 1950/51 | Швеція    | Гуннар Нордаль              | «Мілан»            | 34    |
| 1951/52 | Данія     | Йон Хансен                  | «Ювентус»          | 30    |
| 1952/53 | Швеція    | Гуннар Нордаль              | «Мілан»            | 26    |
| 1953/54 | Швеція    | Гуннар Нордаль              | «Мілан»            | 23    |
| 1954/55 | Швеція    | Гуннар Нордаль              | «Мілан»            | 27    |
| 1955/56 | Італія    | Луїджі Півателлі            | «Ювентус»          | 29    |
| 1956/57 | Бразилія  | Діно Да Коста               | «Рома»             | 22    |
| 1957/58 | Уельс     | Джон Чарльз                 | «Ювентус»          | 28    |
| 1958/59 | Італія    | Антоніо Валентин Анхелільйо | «Інтернаціонале»   | 33    |
| 1959/60 | Аргентина | Омар Сіворі                 | «Ювентус»          | 27    |
| 1960/61 | Італія    | Серджіо Брігенті            | «Сампдорія»        | 27    |
| 1961/62 | Італія    | Жозе Алтафіні               | «Мілан»            | 22    |
| 1961/62 | Італія    | Ауреліо Мілані              | «Фіорентина»       | 22    |
| 1962/63 | Аргентина | Педро Манфредіні            | «Рома»             | 19    |
| 1962/63 | Данія     | Харальд Нільсен             | «Болонья»          | 19    |
| 1963/64 | Данія     | Харальд Нільсен             | «Болонья»          | 21    |
| 1964/65 | Італія    | Сандро Маццола              | «Інтернаціонале»   | 17    |
| 1964/65 | Італія    | Альберто Орландо            | Фіорентина         | 17    |
| 1965/66 | Бразилія  | Луїс Вінісіо                | «Віченца»          | 25    |
| 1966/67 | Італія    | Джиджі Ріва                 | «Кальярі»          | 18    |
| 1967/68 | Італія    | П'єріно Праті               | «Мілан»            | 15    |
| 1968/69 | Італія    | Джиджі Ріва                 | «Кальярі»          | 20    |
| 1969/70 | Італія    | Джиджі Ріва                 | «Кальярі»          | 21    |
| 1970/71 | Італія    | Роберто Бонінсенья          | «Інтернаціонале»   | 24    |
| 1971/72 | Італія    | Роберто Бонінсенья          | «Інтернаціонале»   | 22    |
| 1972/73 | Італія    | Паоло Пулічі                | «Торіно»           | 17    |
| 1972/73 | Італія    | Джанні Рівера               | «Мілан»            | 17    |
| 1972/73 | Італія    | Джузеппе Савольді           | «Болонья»          | 17    |

| Сезон   | Гравець              | Гравець               | Клуб             | Голів |
| ------- | -------------------- | --------------------- | ---------------- | ----- |
| 1973/74 | Італія               | Джорджо Кіналья       | «Лаціо»          | 24    |
| 1974/75 | Італія               | Паоло Пулічі          | «Торіно»         | 18    |
| 1975/76 | Італія               | Паоло Пулічі          | «Торіно»         | 21    |
| 1976/77 | Італія               | Франческо Граціані    | «Торіно»         | 21    |
| 1977/78 | Італія               | Паоло Россі           | «Віченца»        | 24    |
| 1978/79 | Італія               | Бруно Джордано        | «Лаціо»          | 19    |
| 1979/80 | Італія               | Роберто Беттега       | Ювентус          | 16    |
| 1980/81 | Італія               | Роберто Пруццо        | «Рома»           | 18    |
| 1981/82 | Італія               | Роберто Пруццо        | «Рома»           | 15    |
| 1982/83 | Франція              | Мішель Платіні        | Ювентус          | 16    |
| 1983/84 | Франція              | Мішель Платіні        | Ювентус          | 20    |
| 1984/85 | Франція              | Мішель Платіні        | Ювентус          | 18    |
| 1985/86 | Італія               | Роберто Пруццо        | «Рома»           | 19    |
| 1986/87 | Італія               | П'єтро Паоло Вірдіс   | «Мілан»          | 17    |
| 1987/88 | Аргентина            | Дієго Марадона        | Наполі           | 15    |
| 1988/89 | Італія               | Альдо Серена          | «Інтернаціонале» | 22    |
| 1989/90 | Нідерланди           | Марко Ван Бастен      | «Мілан»          | 19    |
| 1990/91 | Італія               | Джанлука Віаллі       | Сампдорія        | 19    |
| 1991/92 | Нідерланди           | Марко Ван Бастен      | «Мілан»          | 25    |
| 1992/93 | Італія               | Джузеппе Сіньйорі     | «Лаціо»          | 26    |
| 1993/94 | Італія               | Джузеппе Сіньйорі     | «Лаціо»          | 23    |
| 1994/95 | Аргентина            | Габріель Батістута    | «Фіорентина»     | 26    |
| 1995/96 | Італія               | Джузеппе Сіньйорі     | «Лаціо»          | 24    |
| 1995/96 | Італія               | Ігор Протті           | Барі             | 24    |
| 1996/97 | Італія               | Філіппо Індзагі       | Аталанта         | 24    |
| 1997/98 | Німеччина            | Олівер Бірхоф         | Удінезе          | 27    |
| 1998/99 | Бразилія             | Марсіо Аморозо        | Удінезе          | 22    |
| 1999/00 | Україна              | Андрій Шевченко       | «Мілан»          | 24    |
| 2000/01 | Аргентина            | Ернан Креспо          | «Лаціо»          | 26    |
| 2001/02 | Франція              | Давід Трезеге         | Ювентус          | 24    |
| 2001/02 | Італія               | Даріо Убнер           | Пьяченца         | 24    |
| 2002/03 | Італія               | Крістіан Вьєрі        | «Інтернаціонале» | 24    |
| 2003/04 | Україна              | Андрій Шевченко       | «Мілан»          | 24    |
| 2004/05 | Італія               | Крістіано Лукареллі   | «Ліворно»        | 24    |
| 2005/06 | Італія               | Лука Тоні             | «Фіорентина»     | 31    |
| 2006/07 | Італія               | Франческо Тотті       | «Рома»           | 26    |
| 2007/08 | Італія               | Алессандро Дель П'єро | «Ювентус»        | 21    |
| 2008/09 | Швеція               | Златан Ібрагімович    | «Інтернаціонале» | 25    |
| 2009/10 | Італія               | Антоніо Ді Натале     | «Удінезе»        | 29    |
| 2010/11 | Італія               | Антоніо Ді Натале     | «Удінезе»        | 28    |
| 2011/12 | Швеція               | Златан Ібрагімович    | «Мілан»          | 28    |
| 2012/13 | Уругвай              | Едінсон Кавані        | «Наполі»         | 29    |
| 2013/14 | Італія               | Чіро Іммобіле         | «Торіно»         | 22    |
| 2014/15 | Італія               | Лука Тоні             | «Верона»         | 22    |
| 2014/15 | Аргентина            | Мауро Ікарді          | «Інтернаціонале» | 22    |
| 2015/16 | Аргентина            | Гонсало Ігуаїн        | «Наполі»         | 36    |
| 2016/17 | Боснія і Герцеговина | Едін Джеко            | «Рома»           | 29    |
| 2017/18 | Аргентина            | Мауро Ікарді          | «Інтернаціонале» | 29    |
| 2017/18 | Італія               | Чіро Іммобіле         | «Лаціо»          | 29    |
| 2018/19 | Італія               | Фабіо Квальярелла     | «Сампдорія»      | 26    |
| 2019/20 | Італія               | Чіро Іммобіле         | «Лаціо»          | 36    |
| 2020/21 | Португалія           | Кріштіану Роналду     | «Ювентус»        | 29    |
| 2021/22 | Італія               | Чіро Іммобіле         | «Лаціо»          | 27    |
| 2022/23 | Нігерія              | Віктор Осімген        | «Наполі»         | 26    |

### Бомбардири за клубом
| Клуб                    | Загалом |
| ----------------------- | ------- |
| «Ювентус»               | 17      |
| «Мілан»                 | 17      |
| «Інтернаціонале»        | 15      |
| «Торіно»                | 11      |
| «Лаціо»                 | 11      |
| «Рома»                  | 9       |
| «Болонья»               | 7       |
| «Фіорентіна»            | 5       |
| «Удінезе»               | 4       |
| «Наполі»                | 4       |
| «Кальярі»               | 3       |
| «Сампдорія»             | 3       |
| «Інтернаціонале Торіно» | 2       |
| Ліворно                 | 2       |
| Віченца                 | 2       |
| «Аталанта»              | 1       |
| «Барі»                  | 1       |
| «Дженоа»                | 1       |
| «Міланезе»              | 1       |
| «П'яченца»              | 1       |
| «Верона»                | 1       |

### Бомбардири за кількістю сезонів
| Місце | Гравець           | Клуби             | Країна  | Перемоги | Сезони                                      |
| ----- | ----------------- | ----------------- | ------- | -------- | ------------------------------------------- |
| 1     | Гуннар Нордаль    | «Мілан»           | Швеція  | 5        | 1949–50, 1950–51, 1952–53, 1953–54, 1954–55 |
| 2     | Чіро Іммобіле     | «Торіно», «Лаціо» | Італія  | 4        | 2013–14, 2017–18, 2019–20, 2021–22          |
| 3     | Джузеппе Меацца   | «Інтернаціонале»  | Італія  | 3        | 1929–30, 1935–36, 1937–38                   |
| 3     | Альдо Боффі       | «Мілан»           | Італія  | 3        | 1938–39, 1939–40, 1941–42                   |
| 3     | Луїджі Ріва       | «Кальярі»         | Італія  | 3        | 1966–67, 1968–69, 1969–70                   |
| 3     | Паоло Пулічі      | «Торіно»          | Італія  | 3        | 1972–73, 1974–75, 1975–76                   |
| 3     | Роберто Пруццо    | «Рома»            | Італія  | 3        | 1980–81, 1981–82, 1985–86                   |
| 3     | Мішель Платіні    | «Ювентус»         | Франція | 3        | 1982–83, 1983–84, 1984–85                   |
| 3     | Джузеппе Сіньйорі | «Лаціо»           | Італія  | 3        | 1992–93, 1993–94, 1995–96                   |

### Бомбардири за продуктивністю
- Енріке Гуайта («Рома») з 28 голами в сезоні 1934/35 встановив рекорд для чемпіонату 16 команд (відіграв 29 матчів, в середньому 0,965 голів за матч).
- Гуннар Нордаль («Мілан») із 35 голами в сезоні 1949/50 встановив рекорд для чемпіонатів 20 і 21 команди (відіграв 37 матчів, в середньому 0,946 голів за матч).
- Антоніо Валентин Анджелліно («Інтернаціонале») з 33 голами в сезоні 1958/59 встановив рекорд для чемпіонатів 18 команд (відіграв 33 матчі, в середньому 1,000 гол за матч).
- Крістіан Вієрі («Інтернаціонале») з 24 голами в 23 матчах сезону 2002/03 встановив абсолютний рекорд продуктивності бомбардира в сезоні: в середньому 1,043 гол за матч).

## Бомбардири Серії B
| Сезон   | Гравець | Гравець             | Клуб              | Голів             |
| ------- | ------- | ------------------- | ----------------- | ----------------- |
| 1929/30 |         | Де Маркі            | Казале            | 19                |
| 1930/31 |         | Прендато            | Падова            | 25                |
| 1931/32 |         | Радіче              | Палермо           | 28                |
| 1932/33 |         | Романо              | Комензе           | 29                |
| 1933/34 |         | Комуні              | Сампьєрдарензе    | 19 (зона A)       |
| 1933/34 |         | Галлі               | Модена            | 26 (зона B)       |
| 1934/35 |         | Романо              | Новара            | 30 (зона A)       |
| 1934/35 |         | D'Odorico           | Падова            | 18 (зона B)       |
| 1935/36 |         | Віані               | Луккезе           | 37                |
| 1936/37 |         | Аркарі              | Ліворно           | 30                |
| 1937/38 |         | Торрі               | Новара            | 25                |
| 1938/39 |         | Діоталеві           | Спеція            | 21                |
| 1939/40 |         | Віані               | Ліворно           | 33                |
| 1940/41 |         | Сентіменті          | Модена            | 24                |
| 1940/41 |         | Gei                 | Брешія            | 24                |
| 1941/42 |         | Констанцо           | Спеція            | 24                |
| 1942/43 |         | Констанцо           | Спеція            | 22                |
| 1942/43 |         | Галланті            | Фанфулла          | 22                |
| 1945/46 |         | Россо               | Алессандрія       | 6 (фінальне коло) |
| 1946/47 |         | Боффі               | Сереньйо          | 32 (зона A)       |
| 1946/47 |         | Конті               | Луккезе           | 27 (зона B)       |
| 1946/47 |         | Павезі              | Лечче             | 27 (зона C)       |
| 1947/48 |         | Pietta              | Галларатезе       | 20 (зона A)       |
| 1947/48 |         | Пандольчі           | SPAL              | 20 (зона B)       |
| 1947/48 |         | Павезі              | Палермо           | 23 (зона C)       |
| 1948/49 |         | Фріцци              | SPAL              | 25                |
| 1949/50 |         | Етторе Бертоні      | Брешія            | 30                |
| 1950/51 |         | Етторе Бертоні      | Леньяно           | 25                |
| 1951/52 |         | Фріцци              | Дженоа            | 20                |
| 1952/53 |         | Дзіан               | Фанфулла          | 19                |
| 1953/54 |         | Маненті             | Катанія           | 19                |
| 1954/55 |         | Фраскіні            | Брешія            | 14                |
| 1954/55 |         | Мотта               | Віченца           | 14                |
| 1954/55 |         | Ребуцці             | Леньяно           | 14                |
| 1955/56 |         | Мілані              | Монца             | 23                |
| 1956/57 |         | Ерба                | Парма             | 16                |
| 1957/58 |         | Бьягоні             | Мардзото Вальдано | 19                |
| 1958/59 |         | Сантьяго Вернацца   | Палермо           | 19                |
| 1959/60 | Італія  | Джованні Фанелло    | Катандзаро        | 15                |
| 1960/61 | Італія  | Джованні Фанелло    | Алессандрія       | 25                |
| 1961/62 | Італія  | Рено Капелларо      | Алессандрія       | 21                |
| 1962/63 | Італія  | Козімо Ночера       | Фоджа             | 24                |
| 1963/64 | Італія  | Романо Таккола      | Прато             | 19                |
| 1964/65 | Італія  | Вірджиніо Де Паолі  | Брешія            | 20                |
| 1964/65 | Італія  | Серджо Клерічі      | Лекко             | 20                |
| 1965/66 | Італія  | Джанні Буї          | Катандзаро        | 18                |
| 1966/67 | Італія  | Фульвіо Франческоні | Сампдорія         | 20                |
| 1967/68 |         | Лусіо Муйєсан       | Барі              | 19                |
| 1968/69 | Італія  | Вірджиніо Де Паолі  | Брешія            | 18                |

| Сезон   | Гравець   | Гравець               | Клуб        | Голів |
| ------- | --------- | --------------------- | ----------- | ----- |
| 1969/70 | Італія    | Роберто Беттега       | Варезе      | 13    |
| 1969/70 |           | Арьєдо Брайда         | Варезе      | 13    |
| 1969/70 | Італія    | Аквіліно Боніфатті    | Катанія     | 13    |
| 1970/71 |           | Серджио Магістреллі   | Комо        | 15    |
| 1970/71 |           | Альберто Спельта      | Модена      | 15    |
| 1971/72 | Італія    | Джорджо Кіналья       | Лаціо       | 21    |
| 1972/73 | Італія    | Фабіо Енцо            | Новара      | 15    |
| 1973/74 | Італія    | Еджидіо Каллоні       | Варезе      | 16    |
| 1974/75 | Італія    | Фабіо Бончі           | Парма       | 14    |
| 1974/75 | Італія    | Джуліано Музьєлло     | Авелліно    | 14    |
| 1975/76 | Італія    | Роберто Пруццо        | Дженоа      | 18    |
| 1976/77 | Італія    | Паоло Россі           | Віченца     | 21    |
| 1977/78 | Італія    | Массімо Паланка       | Катандзаро  | 18    |
| 1978/79 | Італія    | Джузеппе Даміані      | Дженоа      | 17    |
| 1979/80 | Італія    | Марко Ніколетті       | Комо        | 13    |
| 1980/81 | Італія    | Роберто Антонеллі     | Мілан       | 15    |
| 1981/82 | Італія    | Джованні Де Роза      | Палермо     | 19    |
| 1982/83 | Італія    | Бруно Джордано        | Лаціо       | 18    |
| 1983/84 |           | Марко Пачоне          | Аталанта    | 15    |
| 1984/85 |           | Еді Біві              | Барі        | 20    |
| 1985/86 | Італія    | Ольвьєро Гарліні      | Лаціо       | 19    |
| 1986/87 |           | Стефано Ребонато      | Пескара     | 21    |
| 1987/88 |           | Лоренцо Марронаро     | Болонья     | 21    |
| 1988/89 | Італія    | Сальваторе Скіллачі   | Мессіна     | 23    |
| 1989/90 | Італія    | Андре Сіленці         | Реджіана    | 23    |
| 1990/91 |           | Франческо Байяно      | Фоджа       | 22    |
| 1990/91 |           | Абель Бальбо          | Удінезе     | 22    |
| 1990/91 |           | Вальтер Казагранде    | Асколі      | 22    |
| 1991/92 |           | Мауріціо Ганц         | Брешія      | 19    |
| 1992/93 | Німеччина | Олівер Бірхоф         | Асколі      | 20    |
| 1993/94 | Італія    | Массімо Агостіні      | Анкона      | 18    |
| 1994/95 | Італія    | Джованні Пізано       | Салернітана | 21    |
| 1995/96 |           | Даріо Хубнер          | Чезено      | 22    |
| 1996/97 |           | Давіде Діоніджі       | Реджина     | 24    |
| 1997/98 | Італія    | Марко Ді Вайо         | Салернітана | 21    |
| 1998/99 | Італія    | Марко Ферранте        | Торіно      | 26    |
| 1999/00 | Італія    | Козімо Франчіозо      | Дженоа      | 23    |
| 2000/01 | Італія    | Нікола Качча          | Пьяченца    | 23    |
| 2001/02 |           | Луїс Олівейра         | Комо        | 23    |
| 2002/03 |           | Ігор Протті           | Ліворно     | 23    |
| 2003/04 | Італія    | Лука Тоні             | Палермо     | 30    |
| 2004/05 | Італія    | Джоната Спінезі       | Ареццо      | 22    |
| 2005/06 | Італія    | Крістіан Буккі        | Модена      | 29    |
| 2006/07 | Італія    | Алессандро Дель П'єро | Ювентус     | 20    |
| 2007/08 | Італія    | Деніс Ґодеас          | Мантова     | 28    |

### Бомбардири Серії B за клубом
- 6 : Брешія
- 5: Палермо
- 4: Комо/Комензе, Дженоа, Модена
- 3: Катандзаро, Лаціо, Ліворно, Новара, Спеція, Варезе
- 2: Алессандрія, Асколі, Барі, Катанія, Фанфулла, Фоджа, Віченца, Леньяно, Луккезе, Падова, Парма, Салернітана, SPAL
- 1: Анкона, Ареццо, Аталанта, Авелліно, Болонья, Казале, Чезено, Галларатезе, Лечче, Лекко, Мардзото Вальдано, Мантова, Мессіна, Мілан, Монца, Пескара, Пьяченца, Прато, Реджіана, Реджина, Сампдорія, Сампьєрдаренезе, Сереньйо, Торіно, Удінезе